# Courtisane voor de spiegel
Courtisane voor de spiegel is een schilderij van Rembrandt in de Hermitage in Sint-Petersburg.

## Voorstelling
Het stelt een jonge vrouw voor, zittend in een stoel voor een kistje met uitgeklapte spiegel. Ze bekijkt zichzelf terwijl ze met haar handen een oorbel met peerparel ophoudt. De huidige titel is gebaseerd op de boedelinventaris van Rembrandt uit 1656, waarin het werk mogelijk wordt vermeld als ‘Een Cortisana haer pallerende vanden selven [= Rembrandt]’. Of het hier ook echt om een courtisane gaat is echter onbekend. Het schilderij is vergroot. Onder is een strook van 7,2 cm toegevoegd en beide bovenhoeken zijn opgevuld.

## Toeschrijving en datering
Het werk is linksonder op het kistje gesigneerd ‘Rembrandt f[ecit] 165[.]’. Het laatste cijfer van het jaartal is niet leesbaar. Volgens Abraham Bredius moet dit zijn 1654; volgens de catalogus van het Hermitage 1657.

## Herkomst
Het werk wordt mogelijk vermeld in de inventaris van Rembrandt uit 1656 onder nummer 39. Later was het in het bezit van de Haagse dichter Coenraad Droste. Op 21 juli 1734 werd het werk op de boedelveiling van Droste geveild voor 51 gulden onder lotnummer 50 (bij Hoet 49 en omschreven als ‘Een Vrouwtje voor haer Toilet, door Rembrant, h.[oog] 14 d.[uim] br.[eed] 12 d.[uim]’). Op 22 april 1748 werd het opnieuw geveild tijdens de verkoping van de verzameling van de Parijse kunsthandelaar Charles Godefroy door veilingmeester E.F. Gerisaint in Parijs (als ‘Un petit Portrait de femme peint sur bois par Rimbrandt, de quinze pouces de haut, sur onze pouces trois quarts de large’). De koper was een zekere Agard. Later was het in het bezit van Sylvain-Raphaël de Baudouin in Parijs. Deze verkocht het werk in 1781 samen met 118 andere schilderijen via Melchior Grimm aan Catharina II van Rusland. Sindsdien bevindt het zich in de Hermitage.